# Dijkenkaart van Zeeland
De Dijkenkaart van Zeeland is een online beschikbare historische landkaart met informatie over alle bestaande en verdwenen dijken in Zeeland.
De 'levende' dijkenkaart valt onder het beheer van Provincie Zeeland. Het is een kennisbron en heeft een signaleringsfunctie bij voorgenomen ruimtelijke plannen en werkzaamheden. Het is daarom bruikbaar voor de geïnteresseerde leek en belangrijk voor overheden en archeologen.

## Geschiedenis
Er was ooit het plan om alle Zeeuwse binnendijken in kaart te brengen, maar dat bleek een enorme klus en een project daartoe werd in 2012 voortijdig afgebroken. Amateurarcheoloog Bas Chamuleau ging toen alleen verder met de inventarisatie. De Rijksdienst voor het Cultureel Erfgoed, Provincie Zeeland, Erfgoed Zeeland en de Archeologische Werkgemeenschap Nederland sloten in 2016 aan. De Provincie van Zeeland heeft toen de digitalisering van de dijksecties op zich genomen en zorgt sinds de publicatie in 2020 ervoor dat de informatie van het 'levende kaart' actueel blijft.